# Fiscal de Corte y Procurador de la Nación (Uruguay)
El Fiscal General de Corte y Procurador de la Nación ostenta la titularidad del Ministerio Público de Uruguay. 
El cargo se encuentra recogido en el artículo  168 de la Constitución la cual establece que su nombramiento es competencia del Presidente de la República, actuando en acuerdo de Ministro o en Consejo de Ministros. Asimismo dispone que el nombramiento debe darse con venia de la Cámara de Senadores –o de la Comisión Permanente durante el receso parlamentario–, dada por tres quintos del total de componentes.

## Nombramiento
Es nombrado por el presidente de la República, con venía del Senado, siendo este órgano quien puede cesarlo del cargo. 
La elección del mismo recae, según el artículo 46 de la Ley 19. 483 en quienes se hayan desempeñado como abogados durante diez años o haberse desempeñado en esa calidad como fiscales o jueces por ocho años.   Su relacionamiento con el Poder Ejecutivo es mediante el Ministerio de Educación y Cultura.

## Titulares
| Nombre                           | Inicio                  | Fin                      | Ref. |
| -------------------------------- | ----------------------- | ------------------------ | ---- |
| Alfonso Pacheco (interino)       | 28 de octubre de 1907   | 25 de enero de 1908      |      |
| Juan Gil (interino)              | 1908                    | 1908                     | [3]  |
| Álvaro Guillot                   | 8 de agosto de 1908     | 1 de mayo de 1912        | [4]  |
| Victoriano Martínez              | 31 de mayo de 1912      | 21 de marzo de 1929      | [5]  |
| Alfredo Furriol                  | 2 de abril de 1929      | 11 de octubre de 1939    | [6]  |
| Melitón Romero                   | 18 de octubre de 1939   | 5 de enero de 1948       | [7]  |
| Aníbal Abadie Santos             | 12 de abril de 1948     | 31 de julio de 1959      | [8]  |
| Francisco Pagano (interino)      | 13 de agosto de 1959    | 21 de marzo de 1961      | [9]  |
| Julio Viana (interino)           | 21 de marzo de 1961     | 15 de enero de 1963      | [10] |
| Guido Berro Oribe                | 15 de enero de 1963     | Marzo de 1971            | [11] |
| Fernando Bayardo Bengoa          | Marzo de 1971           | 27 de enero de 1977      | [12] |
| Mario Ferrari Silva              | 1 de febrero de 1977    | 26 de abril de 1987      | [13] |
| Rafael Robatto                   | 22 de diciembre de 1987 | 2 de enero de 1997       | [14] |
| María Elisa Martirena (interina) | 2 de enero de 1997      | 12 de agosto de 1997     | [15] |
| Oscar Peri Valdez                | 12 de agosto de 1997    | 12 de febrero de 2003    |      |
| Marcelo Brovia (interino)        | 12 de febrero de 2003   | 1 de febrero de 2006     | [16] |
| Elida Fajardo (interina)         | 1 de febrero de 2006    | 30 de septiembre de 2006 |      |
| Mirtha Guianze (interina)        | 11 de octubre de 2006   | 14 de marzo de 2007      | [17] |
| Rafael Ubiría                    | 14 de marzo de 2007     | 28 de diciembre de 2011  | [18] |
| Jorge Díaz Almeida               | 16 de abril de 2012     | 6 de octubre de 2021     | [19] |
| Juan Gómez Duarte (interino)     | 6 de octubre de 2021    | 30 de agosto de 2024     | [20] |
| Mónica Ferrero (interina)        | 30 de agosto de 2024    | en el cargo              |      |